# Euchloe
Euchloe es un género de mariposas de la familia Pieridae (subfamilia Pierinae, tribu Anthocharini). Incluye 2 subgéneros y 27 especies (incluyendo 6 incertae sedis), se distribuyen por Europa, Asia menor, norte de África, América del Norte y América Central.

## Subgéneros

### Especies
Subgénero Euchloe Hübner, 1819
- Euchloe ausonia (Hübner, [1803-1804])
- Euchloe ausonides (Lucas, 1852)
- Euchloe belemia (Esper, 1800)
- Euchloe crameri Butler, 1869
- Euchloe creusa (Doubleday, [1847])
- Euchloe daphalis (Moore, 1865)
- Euchloe insularis (Staudinger, 1861)
- Euchloe naina Kozhanchikov, 1923
- Euchloe ogilvia Back, 1990
- Euchloe orientalis (Bremer, 1864)
- Euchloe pulverata (Christoph, 1884)
- Euchloe simplonia (Freyer, 1829)
- Euchloe tagis (Hübner, [1803-1804])

Subgénero Elphinstonia Klots, 1930
- Euchloe bazae Fabiano, 1993
- Euchloe charlonia (Donzel, 1842)
- Euchloe lucilla Butler, 1886
- Euchloe transcaspica (Staudinger, 1891)
- Euchloe penia (Freyer, 1852)
- Euchloe lessei Bernardi, 1957
- Euchloe tomyris Christoph, 1884
- Euchloe ziayani Leestmans & Back, 2001

Incertae sedis:
- Euchloe aegyptiaca Verity, 1911
- Euchloe falloui (Allard, 1867)
- Euchloe guaymasensis Opler, 1986
- Euchloe hyantis (Edwards, 1871)
- Euchloe lotta Beutenmüller, 1898
- Euchloe olympia (Edwards, 1871)